# Fernreuth
Fernreuth ist ein Gemeindeteil der Stadt Hollfeld im Landkreis Bayreuth (Oberfranken, Bayern). Fernreuth liegt in der Gemarkung Schönfeld.

## Geografie
Das Dorf Fernreuth liegt in freier Flur auf einer Hochebene, die zum Einzugsgebiet der Wiesent gehört und im nördlichen Teil der Fränkischen Schweiz liegt. Die Nachbarorte sind Gelbsreuth im Norden, Pilgerndorf und Schönfeld im Südosten, Hollfeld im Westen und Kainach im Nordwesten. Das Dorf ist vom knapp vier Kilometer entfernten Hollfeld aus über die Bundesstraße 22 und dann über die Kreisstraße BT 40 erreichbar.

## Geschichte
Bis zur kommunalen Verwaltungsreform war Fernreuth ein Gemeindeteil der Gemeinde Schönfeld im Landkreis Ebermannstadt. Die Gemeinde hatte 1961 insgesamt 403 Einwohner, davon 56 in Fernreuth, das damals 13 Wohngebäude hatte. Als die Gemeinde Schönfeld mit der bayerischen Gebietsreform am 1. Januar 1972 aufgelöst wurde, wurde Fernreuth ein Gemeindeteil der Stadt Hollfeld.

## Baudenkmäler
Als Baudenkmal ist ein Wohnstallhaus klassifiziert, das im westlichen Ortsgebiet liegt und die Hausnummer 11 hat.